# 若竹町 (名古屋市)
若竹町（わかたけちょう）は、愛知県名古屋市千種区の地名。

## 歴史

### 沿革
- 1935年（昭和10年）11月5日 - 東区千種町の一部により、同区若竹町として成立する[2]。
- 1937年（昭和12年）10月1日 - 千種区編入に伴い、同区若竹町となる[2]。
- 1980年（昭和55年）11月23日 - 千種区仲田一丁目・仲田二丁目・今池四丁目・内山二丁目・神田町にそれぞれ編入され消滅[2]。